# مارك وريل
مارك وريل (بالإنجليزية: Mark Worrell)‏ هو لاعب كرة قاعدة أمريكي، ولد في 8 مارس 1983 في بالم بيتش غاردنز في الولايات المتحدة.

## وصلات خارجية
- مارك وريل على موقع دوري كرة القاعدة الرئيسي (الإنجليزية)
- مارك وريل على موقعبيزبول رفرنس.كوم (الدوري الرئيسي) (الإنجليزية)
- مارك وريل على موقعبيزبول رفرنس.كوم (الدوري الثانوي) (الإنجليزية)
- مارك وريل على موقع إي إس بي إن.كوم (أم.أل.بي) (الإنجليزية)
- مارك وريل على موقع مشجعي الرسوم البيانية (الإنجليزية)